# 内藤哲也
内藤 哲也（ないとう てつや、1982年6月22日 - ）は、日本の男性プロレスラー。東京都足立区出身。フリー（マネジメントは自身が代表取締役を務める株式会社UNPASO）。血液型AB型。

## 来歴

### 少年時代
学校は中学時代は東京都足立区立東島根中学校、高校時代は東京都立足立東高等学校に通っていた。父親が新日本プロレスのファンであり、内藤も影響を受け小さい頃から自然とプロレスを見るようになり、学校の教室ではプロレスごっこで遊んでいたという。放任主義的な家庭に育ったが「人との約束は守れ」ということだけはよく言われ、学校の宿題を怠った時に父から「宿題っていうのは先生との約束だろ?」と叱られた。しかしあくまで約束にうるさいだけで、勉強しろとは言われなかった。内藤は小学1年から中学3年まで父がコーチを行っていた少年野球のチームに在籍し、内藤が小学5年生でキャプテンになる頃から内藤を手伝っていたが、周りから息子を依怙贔屓していると言われないように内藤の父はチームで練習している時には敢えてあまり指導しなかった。幼稚園の年中から高校3年まではサッカーを経験。中学時代は野球とサッカーを掛け持ちしながら両方ともキャプテンを務めていた。
プロレス初観戦は5歳の頃であり、幼稚園児の頃から1人で電車に乗れた内藤は、仕事帰りの父と会場の最寄駅で待ち合わせてプロレス観戦に行ったという。内藤の父はジッと見ているだけであったが、プロレスへの熱い思いは持っており、たまに「初代タイガーが活躍していた頃は…」というようなことを語っていた。それと内藤に対して父はアントニオ猪木をさん付けで呼ぶように教えた。
プロレスファン歴が長い内藤だったが、実際にプロレスファンというよりも新日本プロレスファンであった。父親から見せられていた団体が新日本だったこともあるが、その後いくつになっても新日本以外の団体に興味を持つことはなかったと述べている。プロレス初観戦も新日本だった内藤は、初めて自分でチケットを買って見に行った1997年6月5日の日本武道館大会にて、「これがお客さんの前でできてお金もらえるなんて、こんないいものはない」と思い、プロレスラーになることを決意した。
高校3年の夏に最後の大会を終えてサッカー部を引退した後、2000年9月にアニマル浜口トレーニングジムに通い始める。内藤もプロレスラー志望者のためのプロコースを選択してトレーニングを開始し、高校卒業後もアルバイトをしながらジムに通い続け、スパーリング技術を身につけていった。「そろそろ新日本の入門テストを受けよう」と思い始めた矢先、内藤は2002年にジムでのスパーリング中に右膝前十字靭帯断裂、全治9か月の重傷を負い、同年の入門テスト受験を断念する。2003年は負傷した膝のリハビリ中のため、2004年はベンチプレスで肩を負傷のためと3年連続で受験のチャンスを逃したが、2005年11月3日、後楽園ホールにて行われた入門テストにようやく参加。自分でも合格への手応えをハッキリ感じた内藤はテストに合格を果たし、12月1日に新日本に入寮した。

### 新日本プロレス

#### 2006年
野毛道場での練習を順調にこなした内藤は、入門から半年後の2006年5月27日、草加市スポーツ健康都市記念体育館大会にてリキプロの宇和野貴史を相手にデビューを飾る。入門テストでずば抜けた成績があったとはいえ、アマチュアで特に大きな実績があっての入団ではない一若手のデビューとしては、かなりのスピードだったが、試合は逆エビ固めに敗れる。試合後のバックステージでは「試合前はすごい緊張したけど、リングに上がったら緊張はなくなって、すごく居心地のいい場所でした」とコメントを残している。後に内藤はデビュー戦について、試合内容は覚えていないが、スポットライトを浴びて自分がリングから四方を見渡す状況に快感を覚え、その気持ちよさが印象的だったと振り返っている。デビュー当初より周囲から動きの良さやプロレスセンスを高く評価された内藤は、9月のシリーズにて「試練の5番勝負」が行われ、獣神サンダー・ライガー、邪道、稔、外道、金本浩二らとそれぞれシングルマッチで対戦（結果は5戦全敗）。5番勝負での経験を生かした内藤はその後、10月29日の神戸ワールド記念ホール大会で平澤光秀からプロ初勝利を収めた。

#### 2007年
2007年1月4日の東京ドーム大会にて、プロ初勝利を挙げた試合がワールドプロレスリング主催の2006ヤングライオンベストバウト賞を受賞し、対戦相手の平澤と共に表彰。試合に出場こそしなかったが、内藤にとっては初めてドームのリングに足を踏み入れた日となった。6月1日、出場予定だった邪道の負傷欠場を受けて、BEST OF THE SUPER Jr.に急遽エントリーし初出場を果たす。同日の開幕戦で外道からジャパニーズ・レッグロール・クラッチ・ホールドで金星を挙げ、さらにリーグ戦ではエル・サムライからも勝利を収め、2勝をマークした。10月8日のEXPLOSION'07では、IWGPジュニアヘビー級王座の次期挑戦者を決めるニュージャパンランボーに出場。最後の二人まで生き残ったが、最後は金本に敗れた。この頃より新日ジュニア戦線で徐々に頭角を現し始めるようになり、また同月20日の山口大会では6人タッグマッチながら、かつて大ファンであった棚橋弘至との初対決が実現した。

#### 2008年
2008年2月、それまでタッグを組む機会の多かった裕次郎（現：高橋裕二郎）とタッグチーム、NO LIMITを結成し、それに伴いコスチュームも赤を基調としたショートタイツに変更した。4月13日の後楽園ホール大会にて、ライガー & AKIRA組が保持するIWGPジュニアタッグ王座に初挑戦。王座奪取とはならなかったがチームとしてジュニアの最前線で通用することを証明した。NO LIMITとして新風を吹かす中、新日本がZERO1-MAX（現：ZERO1）との対抗戦を本格化させたことから、内藤も対抗戦に出陣し3月2日の後楽園大会でZERO1に参戦。スターダスト・プレスを初公開して敵地で勝利を収めた。さらに4月5日には棚橋のパートナーとして全日本プロレスに参戦し、諏訪魔 & 征矢学組から勝利を収めた。9月6日にはプロレスリング・ノアが主催する日本武道館大会を高橋と共に観戦した。場内でアクションこそ起こさなかったが、試合後の会場外でGHCジュニアタッグ王座を保持する金丸義信 & 鈴木鼓太郎組に対して宣戦布告を行い、同月27日に同王座に挑戦したが王座奪取はならなかった。
10月13日、DESTRUCTION'08にて稔 & プリンス・デヴィット組から勝利を収め、高橋と共にIWGPジュニアタッグ王座を奪取。ジュニアタッグ王者組としてG1 TAG LEAGUEにも初出場を果たし、12月7日の大阪府立体育会館大会では邪道 & 外道組を相手にジュニアタッグ王座の初防衛に成功した。12月22日後楽園大会では棚橋と初めてシングルマッチで対戦しテキサスクローバーホールドに敗れる。

#### 2009年
2009年1月4日、レッスルキングダムIIIにてモーターシティ・マシンガンズ（アレックス・シェリー & クリス・セイビン）を相手にジュニアタッグ王座2度目の防衛戦を行ったが、敗戦し王座から陥落。その後、2月15日両国大会でのジュニアタッグ王座の挑戦権を賭けた4WAYタッグマッチを制し、マシンガンズを追って高橋と共にTNAに参戦。タイトル奪還を望み、現地でマシンガンズを相手に2度挑戦するも奪取には至らなかった。結局、ジュニアタッグ王座は日本でApollo 55（田口隆祐 & プリンス・デヴィット）が奪取したため、TNAに参戦する理由がなくなったNO LIMITは、遠征先をメキシコのCMLLへと移し、5月29日に高橋、ドス・カラス・ジュニアとのトリオでCMLLに初登場を果たす。スターダストプレスで勝利を収めると、対戦相手のエクトール・ガルサを担架送りにしたことで現地のファンに衝撃を与えた。さらに7月31日に行われたインフィエルノ・エン・エル・リングに出場。最後にリング上で取り残されたトスカーノと一騎打ちとなり、ドラゴン・スープレックス・ホールドで勝利する。日本人としてはサトル・サヤマ以来30年ぶりの快挙となるアレナ・メヒコでの髪切りマッチでの勝利を収めたことで、メキシコでの地位を確固たるものとした。12月4日アレナ・メヒコにて、高橋と共にロス・イホス・デル・アベルノ（エル・テリブレ & テハノ・ジュニア）と髪切りマッチとして対戦したが、敗れてしまい坊主姿となった。
12月18日に高橋と共に凱旋。翌年の東京ドーム大会にてIWGPタッグ王座への挑戦が決定し、12月23日後楽園大会にて凱旋試合を前にリング上で挨拶した。

#### 2010年
2010年1月4日、レッスルキングダムIVにてNO LIMITとして凱旋試合を行い、IWGPタッグ王者組のチーム3D（ブラザー・レイ & ブラザー・ディーボン）、挑戦者組のバッド・インテンションズ（ジャイアント・バーナード & カール・アンダーソン）を交えた3WAYマッチに出場。アンダーソンから勝利を収め、IWGPタッグ王座を奪取した。3月に開催されたNEW JAPAN CUP（以下「NJC」）で2回戦で棚橋と二度目のシングルマッチを行った内藤は、棚橋の膝を破壊してスターダストプレスで棚橋から初勝利を収めた。凱旋帰国後は本隊の一員として活動していたが、4月4日後楽園大会で高橋と共にCHAOSへと寝返り、ヒールとして活動を開始する。
NO LIMITとしてはヘビー級タッグ戦線の中心で活動し、バッドインテンションズや青義軍（永田裕志 & 井上亘）との三つ巴抗争に明け暮れる。5月3日、レスリングどんたくにて青義軍に同王座を明け渡したが、その後も同じ面子でイリミネーション式3WAYルールや巴戦のタイトルマッチで抗争を展開。同年のG1タッグリーグではNO LIMITとして決勝進出を果たすも、青義軍に敗れて準優勝となった。
一方で、シングル戦線ではCHAOSに加入したことで棚橋と敵対関係になり、年内で4回もシングルマッチで対戦。最終的に1勝2敗1分と負け越してしまった。

#### 2011年
前年で棚橋とのシングル4戦で個人としての実力を証明した内藤は、2011年1月4日のレッスルキングダムVにてTNA世界ヘビー級王座を保持するジェフ・ハーディーと対戦したが敗戦。2月には後藤洋央紀との抗争で敗れ、3月のNJCでは1回戦で田中将斗に敗れてしまい、上半期はいまひとつ波に乗れずに苦しむこととなる。タッグ戦線においては、5月3日のレスリングどんたく 2011にて久々にNO LIMITとしてIWGPタッグ王座に挑戦するもピンフォール負けを喫し、試合後に高橋と不協和音が生じた。そして同月26日後楽園大会の試合中にパートナーの高橋と田中に裏切られた内藤は、試合後に入ってきた邪道、外道にも袋叩きに遭いCHAOSから追放され、NO LIMITも解散となった。
行き場を失った内藤はなんとなく本隊に復帰し、6月18日、DOMINION6.18にて高橋とシングルマッチで報復を狙うも敗北。その後、メキシコ遠征を経て8月のG1 CLIMAXに2年連続で出場。開幕戦でまたしても高橋に敗れ、3連敗スタートと躓くもなんとか巻き返し、最終リーグ戦で棚橋から勝利を収めるとAブロックを1位で通過。決勝戦で中邑真輔と対戦したが敗北を喫して準優勝止まりに終わり、試合後に涙を浮かべながら退場した。
9月19日、神戸大会で未だにシングル戦において未勝利の高橋と対戦しスターダストプレスで初勝利を収めると、メインイベント終了後に棚橋の保持するIWGPヘビー級王座に挑戦をアピール。10月10日、DESTRUCTION'11にてIWGPヘビー級王座に初挑戦。王座奪取とはならずも棚橋から健闘を讃えられ、試合後にはG1決勝戦に続き涙を流した。11月12日、POWER STRUGGLEにてMVPとのタッグで中邑 & 高橋組と対戦。内藤も執拗なまでに中邑に突っかかると、試合後にも中邑に襲い掛かって大乱闘となり遺恨が勃発。12月4日、愛知大会で中邑とのシングルマッチが行われたがボマイェで敗れた。

#### 2012年
2012年1月4日、レッスルキングダムVIのセミファイナルに登場し、内藤がファン時代に憧れた選手の一人である武藤敬司と対戦した。しかし持ち味を発揮できず、最後は武藤のムーンサルトプレスに敗れたが試合後のコメントで内藤は、「武藤がすごいのは幻想」と言い切り、今年の目標を「武藤ができた、棚橋もできた、29歳でのIWGPヘビー級ベルト（戴冠）」と掲げた。2月12日、THE NEW BEGINNINGにて昨年より抗争を繰り広げた中邑からシングル初勝利を収めると、棚橋を打ち破りIWGPヘビー級王座に戴冠したオカダ・カズチカの前に姿を現し同王座へ挑戦を表明。3月4日後楽園大会で、内藤は新日本プロレス創立40周年記念興行と銘打たれた興行のメインイベントにてオカダと対戦したが、レインメーカーに敗れる。その後も内藤は年頭に掲げた「20代でのIWGP王座戴冠」を目指すため、次期挑戦者の棚橋を差し置いてIWGP王者のオカダに喰らいかかり、挑戦権の強奪を企てるも未遂に終わった。
8月7日、仙台サンプラザホール大会にてG1公式リーグ戦のルーシュ戦でジャーマン・スープレックスを着地した際に古傷の右膝靭帯を痛めてしまい、試合に敗れた内藤は担架で運ばれた。右膝を負傷してからも試合には出場し続けたが本調子には程遠く、10月8日、KING OF PRO-WRESTLINGにて対戦した高橋にレフェリーストップ負けを喫すると、試合後に高橋から右膝を椅子で殴打され戦線離脱し長期欠場となった。
11月15日、SHIBUYA-AXにて自ら提唱したNEVER無差別級王座の初代王者決定トーナメントが開催され、欠場中の内藤はリング上からの挨拶だけで留まった。

#### 2013年
古傷である右膝前十字靭帯断裂の手術の影響で、2013年上半期はほとんど表舞台に出ることもなくリハビリとトレーニングに費やす。5月3日のレスリングどんたく 2013にて久々に公の場に姿を現し、リング上から復帰戦決定の挨拶をした。6月22日、DOMINION6.22にて因縁深い裕二郎を相手に復帰戦を行い、翼をイメージしたハーフマスクを着用して入場。スターダストプレスで快勝を収めると、自ら提唱し創設されたNEVER無差別級王座を保持する田中将斗に対して「まずは、NEVER」と宣戦布告を行った。この発言に対して田中は「（NEVERは）『まずは』で獲れるベルトなのか!?」と内藤の表現方法に怒りを露わにし、7月20日のKIZUNA ROAD 2013最終戦にてNEVER王座を賭けたタイトルマッチで対戦。スライディングDに敗れ王座奪取とはならなかった。
8月には4年連続でG1に出場し、Bブロック1位で通過。11日に決勝戦の舞台で棚橋と激突。この試合に勝利すると悲願の初優勝を果たし、前年より制度化された東京ドーム・IWGPヘビー級王座挑戦権利書を獲得した。G1優勝を経て9月29日、DESTRUCTIONにて田中の保持するNEVER王座に再挑戦するとスターダストプレスで勝利を収めて同王座を奪取。その後、KING OF PRO-WRESTLINGでは裕二郎を相手に初防衛に成功し、POWER STRUGGLEでは前王者である田中のリマッチも退け、IWGPヘビー級王座を保持するオカダの前に姿を現し翌年東京ドーム大会での同王座への挑戦を改めて表明した。
11月11日、レッスルキングダム8 in 東京ドームの記者会見にて、オカダvs内藤のIWGPヘビー級王座戦と、中邑vs棚橋のIWGPインターコンチネンタル王座（以下「IC王座」）戦のどちらをドームのメインで見たいかファン投票が行われた結果敗れてしまい、ドーム大会メインイベントの座を逃した。

#### 2014年
前年のファン投票の結果、レッスルキングダム8のダブルメインイベント第1試合に登場し、オカダの保持するIWGPヘビー級王座に挑戦。実質セミファイナルに降格という屈辱の中30分超の熱戦の末、最後はオカダのレインメーカーに敗れた。IWGP王座奪取に失敗した内藤はここから失速することとなり、2月11日、THE NEW BEGINNING in OSAKAでは観衆から大ブーイングを浴びせられる中、石井智宏に敗れてNEVER王座も陥落。3月15日のNJC1回戦で石井に雪辱を果たしてリマッチへの道を作り、4月6日にINVASION ATTACK 2014にて石井のNEVER王座に挑戦したが敗北した。その後のビッグマッチではタイトル戦線に全く絡めず、目的意識を失いかけた中でG1に出場。最終戦を待たずして予選落ちとなるものの、公式リーグ戦で今大会G1優勝者のオカダ、IWGPヘビー級王者のAJスタイルズから勝利を収めたことで、下半期への闘いに向けて可能性を残すことに成功。
9月23日、DESTRUCTION in OKAYAMAにて、棚橋と共にAJ & ドク・ギャローズ組とタッグマッチで激突しギャローズから勝利を収めたが、試合後にAJがIWGP王座次期挑戦者に棚橋を選んだことで自らの挑戦権を奪い取られてしまった。10月13日、KING OF PRO-WRESTLINGにてIWGPヘビー級王座挑戦権利証を保持するオカダと権利証を巡って対戦したが、敗れてしまいG1でのリベンジを許した。その後はIWGP王座から陥落したAJと抗争を繰り広げ、翌年東京ドーム大会へのシングルマッチを迫った。

#### 2015年
前年から始まったAJとの抗争に終止符を打つため、レッスルキングダム9にてAJとシングルマッチで対戦したが、雪崩式スタイルズクラッシュに敗れてG1での雪辱を許した。2月のTHE NEW BEGINNING in OSAKAではノーテーマの6人タッグマッチに出場したが、前年に引き続きブーイングの嵐に見舞われる事態に発展し、3月のNJCでも準決勝で飯伏幸太に敗れベスト4に止まり精彩を欠いた。
5月23日、約4年ぶりにメキシコのCMLLに遠征。ここでなにかを持ち帰らなかったら浮上の目はないと覚悟した内藤は、現地で親交のあるラ・ソンブラやルーシュらが立ち上げたユニット、ロス・インゴベルナブレス（Los Ingobernables）に加入する。6月26日に凱旋すると、入場時にロス・インゴベルナブレスのキャップ・Tシャツを着用しながら入場するようになり、タッグマッチでは本隊勢と組みながらも連携を成立させず不穏な行動を起こし、試合もふてぶてしい表情を浮かべながら、のらりくらりとしたスタイルに変化していった。
また、この頃からレフェリー陣への暴行が過激化（特にレッドシューズ海野には試合後に低空ドロップキックを行う）
7月に開幕したG1では予選落ちに終わるも、ロス・インゴベルナブレスの正装ともいえる黒のスーツと銀色マスクを着用し時間を掛けての入場や、試合では今までと違う間合いで対戦相手を翻弄するなどインパクトを残す。その中で柴田勝頼との遺恨が生まれ、G1閉幕後も抗争が激化。9月27日、DESTRUCTION in KOBEにて柴田とシングルマッチで対戦し勝利を収めると、東京ドーム・IWGPヘビー級王座挑戦権利証を保持する棚橋から次期挑戦者として指名を受けた。これに対して内藤は「結局この会社は棚橋が言ったことが正しいんだろ？」と吐き捨てた上で棚橋の要求を受諾し、権利証に挑戦する大会にて「パレハ」（スペイン語で「仲間」の意）の投入を予告した。10月12日、KING OF PRO-WRESTLINGにてIWGP王座挑戦権利書争奪戦として棚橋と対戦。試合終盤にパレハとして引き連れてきたEVILと共に棚橋を痛めつけたが、最後は棚橋のハイフライフローに敗れる。

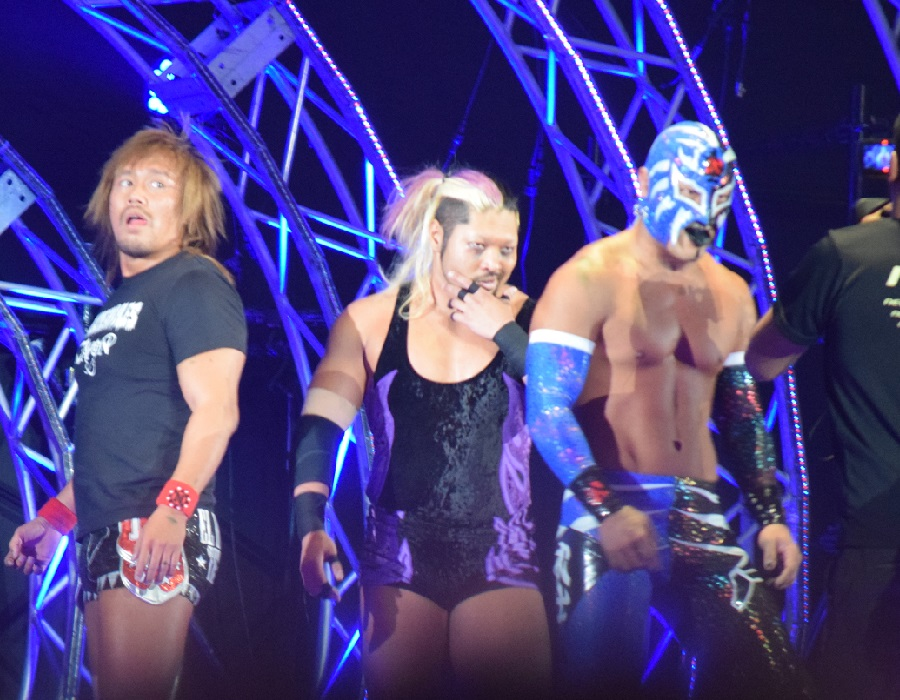
L・I・Jのリーダー的存在として活動する内藤（左）。

11月、EVILとのタッグでWORLD TAG LEAGUE（以下「WTL」）に出場し、Bブロックにエントリー。21日開幕戦の後楽園大会にて、新たに長期欠場中のBUSHIをロス・インゴベルナブレスに引き入れると、翌22日豊橋大会にて本家との差別化を図るため、EVIL、BUSHIらと共に、ロス・インゴベルナブレス・デ・ハポン（Los Ingobernables de Japón、略称 : L・I・J）として正式にユニット化。公式リーグ戦では5勝1敗という成績を収め、Bブロック1位で決勝に進出するも、決勝戦でG・B・H（真壁刀義 & 本間朋晃）に敗れ準優勝に終わった。

#### 2016年
年頭より中邑、AJら主力選手が相次いで新日本プロレスからWWEに移籍したことにより、ここ数年で固定化されていたトップ戦線の面子が変化することになる。前年下半期よりL・I・Jを結成して勢いに乗る内藤は、その間隙へ上手く入り込み、時流を味方につけることに成功する。
2月、3月のNEW JAPAN CUPでは後藤を破り初優勝を飾ると、「お前変わったのはコスチュームだけじゃないのか？」と滝に打たれ白コスチュームの後藤をこき下ろし、挑戦者権利証を手にしたにもかかわらず、マイクアピールで、「両国でIWGP挑戦？勝手に決めんじゃねーよ！ 俺は俺のタイミングで、俺が望む形で挑戦する」と言うと、オカダがリング上でマイクアピールで「内藤さん、ビービってんじゃねえよ？ 挑戦しないのか？」と挑発、それを受けて内藤「オカダ、そんなに俺に挑戦してほしいのか？ そんなに俺にかまってほしいのか？ だったら遊んでやるよ」と、挑戦を受託。「オカダがお願いするから、チャンピオンがお願いするからさ、仕方がないから挑戦してやるよ、本当は大阪でやりたかったけどさ、会社は俺なんかの言うことを聞いてくれないからさ」と、オカダの保持するIWGPヘビー級王座に挑戦をしてやると上から目線で表明を受け入れた。
4月10日のINVASION ATTACK 2016にて試合中突如乱入したSANADAのアシストを受けてオカダから勝利を収め、4度目の挑戦にしてIWGP王座初戴冠を果たした。ファン時代から憧れたベルトをついに自分のモノにしたが、「内藤哲也の存在はベルトの価値を超えてしまった」との解釈からベルトを腰に巻かず、それどころか宙高く放り投げる暴挙に出て、ベルトに対して何の感慨もないことを示した。同日よりL・I・Jの新メンバーとしてSANADAを引き入れた内藤はオカダ率いるCHAOSと抗争を開始。
5月3日のレスリングどんたく 2016にて石井の挑戦を退けて初防衛に成功すると、
6月19日のDOMINION 6.19 in OSAKA-JO HALLにてオカダのリマッチを受けたが、レインメーカーに敗れ王座陥落。しかし、戦前より挑発を続けてきた新日本のオーナーである木谷高明を会場に引っ張り出すことに成功させ、内藤は一躍新日本の中心に躍り出る格好となった。
その後も内藤の勢いは止まることなく、G1では最多メインを任されるようになった。
優勝こそ逃すものの、公式リーグ戦でIWGPインターコンチネンタル王座を保持するマイケル・エルガンから勝利を収めたことで、G1最終戦の試合後にエルガンから「ナイトーにリスペクトを教えてやる」と次期挑戦者として指名を受ける。内藤はインターコンチネンタル王座に興味はないと断言した上で「ベルトから近寄ってきた」と挑戦を受諾し、
9月25日、DESTRUCTION in KOBEにてエルガンからIC王座を奪取。初めてインターコンチのベルトを巻くと同時に、この時点で、内藤は新日本の3大主要シングル王座であるIWGPヘビー、インターコンチ、NEVERの3つのベルトを初めて全て巻いたこととなった。
11月5日のPOWER STRUGGLEにてジェイ・リーサルを破り初防衛に成功すると、直後に登場した棚橋がインターコンチネンタル王座挑戦に名乗りを上げ、「最後の晴れ舞台に」と棚橋の要求を受諾した。
11月18日に開催されたWTLではパートナーとして本家インゴベルナブレスの一員であるルーシュを引き連れ、WORLD TAG LEAGUE最終戦のセキスイハイムスーパーアリーナ大会で海外武者修行から帰国した高橋ヒロムをL・I・Jに勧誘するなど常に注目を集めた年となり、試合内容のみならずオーナーまで標的とした制御不能な発言でファンから圧倒的な支持を集めたことが評価され、東京スポーツ制定のプロレス大賞で最優秀選手賞を受賞した。

#### 2017年
L・I・J旋風を巻き起こし大ブレイクを果たした内藤は、レッスルキングダム11のセミファイナルにて棚橋と対戦。デスティーノを決めてインターコンチネンタル王座2度目の防衛に成功すると、名実ともに棚橋越えを果たした。
2月11日、THE NEW BEGINNING in OSAKAにて、マイケル・エルガンとのリターンマッチを受けた。変形、正調とデスティーノを連続で決めてインターコンチネンタル王座3度目の防衛に成功。試合後にNEW JAPAN CUP挑戦を表明するが、出場は認められなかった。
4月4日、高橋ヒロムとのタッグでジュース・KUSHIDAに勝利した直後、インターコンチネンタル王座次期挑戦者としてタイガーマスクWを逆指名。しかし、これも実際に対戦が組まれることはなかった。
4月29日のレスリング豊の国2017大分大会にてジュース・ロビンソンに勝利し、インターコンチネンタル王座4度目の防衛に成功。試合後、棚橋からの挑戦を受け、6月11日大阪大会でのV5戦が決定した。しかし、内藤は挑戦資格なしとしてこれを拒否している。
5月12日、新日本プロレスがIWGP USヘビー級王座新設を発表。また、5月18日にはIC王座次期挑戦者の棚橋が米国遠征中に負傷し、シリーズ全戦欠場を発表。内藤はこの二つに触れ、「王者としての要求は無視され、似た理念のベルトを新設される。じゃあこのタイトルはもう必要ないじゃん」「ゴリ押しで挑戦を決めたらもう本番まで無理はしなくていいってこと？」と猛反発。5月18日の後楽園ホール大会でベルトを鉄柱に叩きつける暴挙に出た。この日はベルトが多少歪む程度で済んだものの、5月21日の沼津大会で再びベルトを鉄柱に叩きつけ、破損させてしまった。
6月11日、DOMINION大阪城ホール大会にて棚橋弘至と対戦。テキサスクローバーホールドでギブアップ負けを喫し、王座防衛に失敗した。試合後、「IWGPインターコンチネンタル王座、または無いかな。」と、インターコンチネンタル王座戦線から身を引くともとれる発言を行った。
7月1日、G1 SPECIAL in USAにおける初代IWGP USヘビー級王座決定トーナメントの一回戦で石井智宏と対戦。垂直落下式ブレーンバスターで3カウントを奪われまさかの一回戦敗退を喫する。
7月17日〜8月11日のG1 CLIMAX 27 リーグ戦にAブロックで出場。7.17開幕戦の飯伏戦で年間ベストバウト級の死闘を演じ勝利を収めるなど勝ち星を重ね、同率1位で並んでいた棚橋とのブロック最終戦にも勝利。7勝2敗（14点）の成績で優勝決定戦進出を決めた。
8月13日、G1 CLIMAX 27 Bブロック1位のケニー・オメガを撃破し、4年ぶり2度目の優勝を果たした。直後の天龍源一郎のコラムでは「それはつまりオカダがいて、棚橋がいてという状況下で優勝した内藤というニュースターが押しも押されもせぬトップグループ入りを果たしたということだよね」「やっぱりメキシコに行ったことは無駄じゃなかったと思う」と絶賛されている。また「その場その場の雰囲気を読んで、ハプニングをインパクトに変える、それが新日本の手法じゃない。4年前（のG1優勝時）は反応が鈍かったというのは読めてなかったんだろうね」と分析している。
8月14日、G1優勝決定戦一夜明け会見に出席。IWGPヘビー級王座挑戦権利証の防衛戦について、「組まれるのであれば、俺は石井を指名しますよ。」としながらも、「『俺にやらせろ』という選手がいるなら、ハッキリ口に出すべきですよ。」と発言。挑戦表明を拒まない姿勢を示した。
その後のDESTRUCTIONシリーズでは、「名指しされたからオレはそれに対して『やってやる』って言ってるんだよ。」とする石井に対し、「石井がこの権利書を欲しいのか、欲しくないのか、そこが一番大事だからね。」「オレが石井の名前を出したから石井は挑戦する？石井、オマエ…俺の言いなりか！」と挑発するなど、舌戦を繰り広げた。
10月9日、KING OF PRO-WRESTLING両国大会にて石井智宏に勝利し、挑戦権利証の防衛に成功する。

#### 2018年
新日本プロレス最大級のビッグイベント、レッスルキングダム12にて初めてのメインイベンターを務める。これにより内藤の中学の頃の夢である『新日本プロレスの選手になる』『IWGPヘビー級王者になる』『東京ドームのメインイベントに立つ』という3つの夢を達成した。入場時には東京ドーム一体の大内藤コールで迎え入れられ、試合はオカダのレインメーカーの前に敗れたが、その後に新たな夢である『6大ドームツアー』をするという野望を打ち明けた。
1月23日、鈴木軍メンバーであるタイチ、TAKAみちのくが行った興行「タカタイチマニア」にてタイチのプロレスラーデビュー15周年記念の相手として内藤哲也VSタイチが後楽園ホールにて行われた。30分近くにも及ぶ死闘の最中、内藤が勝利を収め、バックステージにてタイチを賞賛し、ヘビー級転向へと薦めた。
2月2日、新日本プロレスとブシモによる重大発表記者会見にてブシロード社長の木谷高明、声優でプ女子の相羽あいな、そして内藤哲也の3人で行われた会見では木谷オーナーに地方大会の観戦を薦めた。
2月10日、YOSHI-HASHIとのスペシャルシングルマッチが組まれ、入場時にYOSHI-HASHIの襲撃に遭い、バタフライロック等で苦しめられるものの最後はデスティーノで破る。その後、退場途中の花道にて背後からタイチの襲撃に遭った。
2月25日、日曜劇場『99.9-刑事専門弁護士-』にて本人役として登場。そこでは同じユニット内の仲間であるBUSHIも登場した。尚、メニュー名は頭文字を横に読んでいくと「ロスインごベルナぶれス」となる。
3月6日、新日本プロレス46周年旗揚げ記念日シリーズにてヘビー級に転向したタイチと対戦、序盤は場外にてタイチのステップキックからパワーボムを喰らうものの終盤はレフェリーをTAKAみちのくにぶつけた内藤はタイチの持つマイクスタンドを後頭部にお見舞い、粉砕し最後はデスティーノで勝利。
3月10日、ニュージャパンカップ1回戦にてザック・セイバーJr.と対決、自身のデスティーノを切り返され最後はザックの新技である、オリエンテーリング・ウィズ・ナパームデスによりギブアップ負けを喫した。
4月1日の両国大会にて試合後マイクパフォーマンスでIWGPインターコンチネンタル王者である鈴木みのるを挑発し挑戦表明。4月29日の熊本大会にて同タイトル戦が決定。
4月27日の広島大会にて、鈴木軍との抗争の中メンバー全員が入場ゲートでそろうと銀の仮面を被った男を連れて入場。リングに上がるとリングアナウンサーに耳打ちをし広島東洋カープ背番号『58』ジェイ・ジャクソンの名を轟かせた。試合は内藤が金丸からデスティーノで勝利、またもマイクパフォーマンスでみのるを挑発した。バックステージでは、内藤がジェイ・ジャクソンを『俺とジャクソン、競技は違うかもしれない。いる場所も離れてるかもしれない。でも、我々は心でつながってるんでね。彼もLOS INGOBERNABLES de JAPONの一員ですよ。』と告げた。
4月29日、レスリング火の国2018でIWGPIC王者鈴木みのるに挑戦し、王座を手にした。
5月4日、レスリングどんたく福岡国際センター大会にて鈴木軍VSLOS INGOBERNABLES de JAPONの試合後に退場中の内藤に観客席からBUSHIのマスクを被った男から襲撃を遭う。そして、その男は1月5日に内藤を襲撃したクリス・ジェリコでありコードブレイカー、凶器攻撃により流血。後日の後楽園ホール大会にてクリス・ジェリコがビデオを通して内藤の保持するIC王座に挑戦表明するとそれを受諾。6月9日、大阪城ホール大会にて同タイトル戦が組まれた。
6月9日大阪城ホール大会（DOMINION）にてクリス・ジェリコと対戦。入場中からラフファイトに苦しめられ流血の上最後は急所蹴りからのコードブレイカーで敗れ王座陥落。試合後、ダウンしている内藤にジェリコは自身のコスチュームにつけていたベルトを腕にまくとムチ攻撃。そこへEVILが内藤を救出しジェリコをラリアットで蹴散らすと共に退場した。
7月10日　スポーツ雑誌Numberが4月11日から5月29日までの約1カ月半の間行った「Numberプロレス総選挙2018」で2017年に続き1位を獲得した。
8月12日、日本武道館で開催された『G1 CLIMAX 28』はBブロック予選を勝ち点12で1位となったが同点に飯伏、ケニー、ザックが並び、勝った相手の勝ち点の合計で一番勝る飯伏に決勝進出を譲る格好となった（いわゆるオポネント落ち）。
9月、熊本で行われたIWGPインターコンチネンタル選手権試合で内藤に敗れた鈴木みのるが内藤に標的を絞り、別府大会でノンタイトルのスペシャルシングルマッチが行われた。試合中盤、鈴木の関節技に苦しみ、30分もの死闘となるが、最後はデスティーノを決め勝利する。
10月、ロス・インゴベルナブレス・デ・ハポンに新メンバーが加入することを発表。9日の両国大会で同級生かつ内藤と同じくアニマル浜口ジム出身の鷹木信悟が加入し、BUSHI、SANADAとのタッグでCHAOSと対戦する。その後、ザック・セイバーJr．に痛めつけられているEVILを救出し、NEW JAPAN CUP 、G1 CLIMAX 最終公式戦で負けたザックとシングルマッチを要求。
11月3日、大阪大会の第8試合でザック・セイバーJr．とのスペシャルシングルマッチが行われる。この試合で新技バレンティア（垂直落下式ノーザンライトボム）を初披露。そのままデスティーノを決めG1のリベンジに成功する。その次の試合でクリス・ジェリコに敗れたEVILを救出。IWGPインターコンチネンタル王座への挑戦をアピールし、レッスルキングダム13でタイトルマッチが決定。
11月19日、NHK　プロフェッショナル仕事の流儀　『少年の夢、リングの上へ』プロレスラー内藤哲也の特集として、テレビ出演した。

#### 2019年
1月4日のWRESTLE KINGDOM13で行われたIWGPインターコンチネンタル王座選手権試合ではクリス・ジェリコと急遽ノーDQマッチで戦い、ラフファイトに苦しめられながらも最後は奪ったベルトをジェリコの顔面に叩き込んでからのデスティーノでフォール勝ち、王座に返り咲いた。
2月3日の札幌・北海道立総合体育センターで行われたタイチとのIWGPインターコンチネンタル王座選手権試合では飯塚高史が入場中の内藤を襲撃。内藤は首を痛め腕の痺れに耐えながら試合を行い、途中に飯塚が試合へ乱入してイス攻撃を仕掛けるもこれを退け、最終的に21分31秒にデスティーノでフォール勝ち。試合後のマイクパフォーマンスで、タイチに一定の評価を与えつつ更なる奮起を促した。
3月10日、兵庫県尼崎市のベイコム総合体育館にて行われたNEW JAPAN CUP2019に出場。1月4日のWRESTLE KINGDOM13から欠場していた飯伏幸太と対決したが、20分38秒カミゴェからの体固めで敗れ2018年に続き1回戦で姿を消した。
4月6日（現地時間）、G1 SUPERCARDにおいてIWGPインターコンチネンタル王座をかけて飯伏幸太と対戦したが、20分53秒にカミゴェによってピンフォール負けを喫した。
4月20日、　愛知県体育館で行われたIWGPインターコンチネンタル王座選手権試合飯伏幸太対ザック・セイバーJr.の試合後にリングへ上がり、初防衛に成功した飯伏幸太に対し「IWGPインターコンチネンタル王座、次の挑戦者、俺が立候補するよ」と挑戦を表明した。
5月4日、福岡国際センターで行われたレスリングどんたく2019で内藤が「6月9日大阪城ホールでIWGPインターコンチネンタル王座をかけて闘おうよ。」と提案。これをうけた飯伏からは「6月9日、大阪城ホールでやりましょう。お願いしますよ。決まりましたから。やりましょう」と回答があり対決が決定した。
6月9日、大阪城ホールで行なわれたDOMINION6.9においてIWGPインターコンチネンタル王座をかけて飯伏幸太と対戦。22分06秒デスティーノからの体固めにて勝利し第22代チャンピオンになった。
6月27日、スポーツ雑誌Numberが発表したプロレス総選挙 THE FINALで棚橋弘至に逆転を許し3年連続1位にはならなかった。
7月、G1 CLIMAX 29にBブロックでエントリー。初戦で矢野通、2戦目でタイチに敗北。開幕2連敗を喫してしまうが、3戦目で後藤洋央紀、4戦目で石井智宏から勝利。2勝2敗に戻すが、ジョン・モクスリーに敗れ、3敗目を喫してしまう。だが、そこからジュース・ロビンソン、鷹木信悟、ジェフ・コブに勝利し、5勝3敗まで勝ち点を伸ばした。8月11日、最終戦でジェイ・ホワイトと対戦。勝てば優勝決定戦進出だったが、ブレードランナーを喰らってしまい。敗北。優勝決定戦進出とはならなかった。
8月下旬、SUPER J-CUP決勝戦でBUSHIと組んで、ジェイ・ホワイト＆石森太二組と対戦。試合終了後、ジェイにブレードランナーでKOされ、自身が持つIWGPインターコンチネンタル王座に挑戦表明をされる。そして31日のイギリス大会でSANADAと組み、ジェイ・ホワイト、チェーズ・オーエンズ組と対戦。試合終了後、またしてもジェイに急襲されるも、延髄蹴りからのデスティーノで仕返しに成功。
9月、IWGPインターコンチネンタル王座次期挑戦者にジェイ・ホワイトが決定。シリーズを通して抗争が始まり、22日の神戸大会でタイトルマッチが決定。そして当日、王座を懸け対戦。内藤は最終局面でバレンティアを出そうとするも、ジェイが着地しそのままブレードランナーを喰らってしまい、29分47秒で決着。ジェイが勝利し、内藤は王座から陥落してしまう。
11月、大阪大会にてタイチとの5度目のシングルマッチが決定。掟破りのブラックメフィストからのデスティーノで勝利。G1の借りを返すことに成功。その後、IWGPインターコンチネンタル王座を防衛したジェイ・ホワイトの前に現れ、同王座に挑戦。
これにより東京ドーム2連戦初日の1月4日にジェイとのタイトルマッチが決定した。

#### 2020年
1月4日、東京ドームで行われたレッスルキングダム14の1日目に、ジェイ・ホワイトを破りIWGPインターコンチネンタル王座に返り咲く。続く1月5日の2日目、前日飯伏幸太を下してIWGPヘビー級王座を防衛したオカダ・カズチカとの二冠戦において、終盤にレインメーカーをカウンター式デスティーノで返してから、2年ぶりにスターダスト・プレスを繰り出す。その後バレンティアからの正調デスティーノを決め勝利。IWGPインターコンチネンタル王座を初防衛し、並びにIWGPヘビー級王座を奪取。前々から発言していた、史上初のIWGP二冠を達成した。しかしその後、同じように前々から発言していた「東京ドームでの大合唱」をする直前、KENTAが乱入し妨害。Go 2 sleepを喰らいKOされ、大合唱は阻止された。
2月9日、ダブルタイトルマッチという形で、KENTAと大阪城ホールで防衛戦を行った。だらだらと時間を稼がれたり、ジェイ・ホワイトの介入などもあったが、高橋ヒロムがジェイを排除し窮地を免れる。
go2sleepを切り返してのデスティーノで流れを掴むも、金具が剥き出しのコーナーに振られて額から流血。顔面を血染めにしながらも最後はバレンティアからのデスティーノでKENTAを葬り、二冠を防衛した。
試合後は締めのマイクで旗揚げ記念興行で愛弟子・ヒロムとのシングルマッチでの対戦を誓った。しかし、新型コロナウイルス禍で旗揚げ記念大会を含む興行が中止となり、3月4日に本来3日の旗揚げ記念大会で対戦するはずだったヒロムとトークショーを行った。
6月15日、新型コロナウイルス禍による興行休止から110日ぶりの再開となった無観客試合「Together ProjectSpecial」のメインイベントにて新技エスペランサを披露し、再開後一発目で白星を獲得した。
7月12日、BULLET CLUBに寝返ったEVILがNJC覇者として内藤の2冠に挑戦。終盤にてBUSHIのマスクを被ったディック東郷による乱入もあり、最後はEVILを喰らい王座陥落となってしまった。
7月25日、内藤の仇を討つために同門の高橋ヒロムが2冠王者EVILに挑むも敗北。直後に内藤はリングに登壇。「最近よく正義って言葉を使ってるようだけど、正義って言ってみたり、ダークネスって言ってみたり、もしかしてEVIL、迷ってるの？そんなEVILに2本のベルトは荷が重た過ぎるだろ？ ベルトのレンタル期間は終了だ。その2本のベルト、そろそろ返してもらおうか？」とリマッチを要求した。この結果、8月29日に21年ぶりに開催される明治神宮野球場大会にて内藤の挑戦が決定した。
8月29日、21年ぶりの明治神宮野球場大会のメインイベントでダブルタイトルに挑戦。中盤でディック東郷、外道の乱入があったが、BUSHIとSANADAが蹴散らし、1vs1にしたところでジャンピングエルボー、エスペランサ、バレンティアと得意技を出していき、最後はデスティーノを喰らわせて勝利。落とした2つのタイトルの奪取に成功した。
10月、G1 CLIMAX30に自身では初のIWGPヘビー級王者として出場した。SANADAとの同門対決、元パレハのEVIL、最終日にKENTAの3人負け、勝ち点12でSANADA、EVILに並ぶもオポネントにより落選した。
11月7日、POWER STRUGGLE　IN大阪にてIWGPヘビー級王座・IWGPインターコンチネンタル王座を同王座ともにEVILとの防衛に挑んだ。ディック東郷、SANADA、ジェイ・ホワイト、飯伏幸太が次々に乱入してくる中、辛くも初防衛に成功した。翌日記者会見では1.4で飯伏幸太に二冠ベルトをかけて戦い、その試合の勝者及び二冠王者が、挑戦権利証をもつジェイホワイトと1.5でベルトをかけ戦うのはどうか？と提案し珍しく内藤の意見が通り実現した。

#### 2021年
1月4日、飯伏幸太と二冠王座をかけて戦い、飯伏の現在の最上級のフィニッシュ・ホールドであるカミゴェを2回もキックアウトしたが、激闘の末最後は3度目のカミゴェでピンフォール負けを喫し両王座とも失った。試合後には悔しさを露わにしながらも、IWGPヘビー級王座・IWGPインターコンチネンタル王座を自身の手で渡し、飯伏幸太の腕を上げ、勝利を称えた。バックステージコメントでは、今後の目的が見当たらないと発言しつつも「この東京ドームのメインイベントにまた”必ず”帰ってくるから」と宣言した。なお、内藤自身は2018年のイッテンヨンのメインイベント敗退後のバックステージでも「”必ず”この舞台（メインイベント）に戻ってくる」とコメントし、2020年にメインイベンターとなった経緯がある。本人曰く「必ず」という言葉を使うことを嫌っているため、特別な意味が込められている。
2月11日、広島大会にて王座を防衛した飯伏幸太の前に現れ、IWGPインターコンチネンタル王座への挑戦表明を行った。理由は飯伏が提案したIWGPヘビー級王座とIWGPインターコンチネンタル王座の統一を阻止するためである。これにより、2月28日の大阪城ホール大会にてタイトルマッチが決定。結果は27分50秒カミゴェ→体固めで敗北。インターコンチネンタル王座奪還とはならなかった。
3月4日、NEW JAPAN CUP2021にエントリー。日本武道館での旗揚げ記念日大会にて1回戦が行われた。対戦相手はグレート-O-カーンであり、これが初シングルである。試合後半で技の読み合いから延髄蹴りをヒットさせるも、-O-カーンのラリアットを喰らってしまい、膝固めからの膝十字固めでレフェリーストップ負けを喫する。この結果2019年大会以来4度目の1回戦敗退となった。
4月26日、広島サンプラザホール大会メインイベントにて、NEW JAPAN CUPで敗れたグレート-O-カーンと再戦し、勝利した。
6月2日、後楽園ホール大会にて、SANADA、BUSHIとのタッグでNEVER無差別級6人タッグ王座に初挑戦。結果はBUSHIがYOSHI-HASHIのバタフライロックでギブアップ負けをしたため、初戴冠とはならなかった。
6月7日、ザック・セイバーJr.＆タイチ組が保持するIWGPタッグ王座への挑戦を表明。パートナーにSANADAを選んだ。そして7月11日、真駒内セキスイハイムアイスアリーナ大会にてタイトルマッチが決定。結果はザックから勝利し、第90代王者となった。また、IWGPタッグ王座を戴冠したのは2010年1月4日以来約11年半ぶりである。試合後、前王者組がリマッチを要求してきたため、7月25日の東京ドーム大会で前王者組を相手に初防衛戦を行うことが決定した。
7月25日、　東京ドーム大会にてザック・セイバーJr.＆タイチ組とのリマッチを行い、37分58秒ヨーロピアンクラッチでザックにフォールされ初防衛に失敗。
9月18日、エディオンアリーナ大阪で行われたG1CLIMAX31の初戦でザック・セイバーJr.と対戦し27分05秒タップアウトで敗れる。
9月21日、新日本プロレス公式HPにて9月18日の試合で左膝内側側副靭帯損傷・半月板損傷と診断され、G1 CLIMAX31は全戦欠場、リーグ戦は不戦敗となる事が発表された（なお、全治未定との事）。
11月、WORLD TAG LEAGUE2021にSANADAとのタッグで出場し、復帰。最終的に勝ち点16でタイチ&ザック・セイバーJr.組、EVIL&高橋裕二郎組と並ぶも優勝決定戦への進出はならなかった。

#### 2022年
1月5日、ジェフ・コブとシングルマッチを行い、デスティーノで勝利。メインイベント終了後、IWGP世界ヘビー級王座を防衛したオカダ・カズチカの前に現れ、同王座への挑戦を表明した。そして2月13日の大阪府立総合体育館ではSANADAと組み、オカダ・カズチカ＆棚橋弘至と対戦し30分以上の激闘（33分28秒、内藤哲也◯ ×棚橋弘至、デスティーノ→片エビ固め）を制し勝利を手にした。
そして同月20日にオカダ・カズチカに挑戦するが、敗れる（29分34秒、オカダ・カズチカ◯ ×内藤哲也、レインメーカー→片エビ固め）。
3月2日より開催された「NEW JAPAN CUP 2022」にエントリー。1回戦で高橋裕二郎、2回戦で外道、3回戦で棚橋弘至、準々決勝でジェフ・コブ、準決勝でオカダ・カズチカを破り決勝進出を果たすも、決勝にてザック・セイバーJr.に敗れ準優勝となる。
5月1日、福岡、福岡PayPayドームにて行われた「WRESTLING DONTAKU2022」の第9試合IWGP世界ヘビー級選手権試合においてオカダ・カズチカと今年だけで3度目の対戦も、レインメーカーで沈められ3度目の敗北。ベルト獲得を逃した。

#### 2023年
1月4日、東京ドーム大会にて、SANADA&BUSHIとのタッグで、武藤敬司&棚橋弘至&海野翔太と対戦。自身は武藤との対戦はなく、試合もBUSHIが3カウントを喫し敗北した。
1月21日に行われたプロレスリング・ノアとの対抗戦では、「L・I・J対金剛 シングル5番勝負」の大将戦として拳王と対戦し勝利。試合後には放送席で解説を務めていた武藤敬司から、2月21日に東京ドームで行われる「KEIJI MUTO GRAND FINAL PRO-WRESTLING "LAST" LOVE〜HOLD OUT〜」での自身の引退試合での対戦相手に指名され、受諾する構えを見せた。
2月21日、東京ドームにて武藤と対戦。最後は必殺技のデスティーノで3カウントを決め、引退する武藤を介錯した。
3月5日より開催された「NEW JAPAN CUP 2023」にエントリー。1回戦でエル・ファンタズモ、2回戦でチェーズ・オーエンズに勝利し、準々決勝へ進出するも、同門のSANADAに敗れ敗退。試合後、SANADAは「Just 5 Guys」へと加入した。
4月27日、広島大会にてDOUKIとスペシャルシングルマッチで対決。デスティーノで勝利した。
5月7日、全日本プロレス大田区総合体育館大会に参戦。BUSHIとのタッグで宮原健斗・安齊勇馬組と対戦し、デスティーノで安齊から3カウントを奪い勝利。
6月4日、『G1 CLIMAX33』へのエントリーが発表された。
6月9日、新日本プロレス・全日本プロレス・プロレスリング・ノアの3団体合同興業『ALL TOGETHER AGAIN』に参戦。鷹木信悟・BUSHIをパートナーに、永田裕志・諏訪魔・安齊組と対決するも、BUSHIが諏訪魔のラストライドに3カウントを許してしまい敗北。
8月10日、G1 CLIMAX33船橋大会でヒクレオから、同月12日両国国技館大会でオスプレイから勝利し決勝戦に進出、翌日13日にオカダ・カズチカとの優勝決定戦を制し6年ぶりのG1優勝を果たした。直前のAEW、CMLLへの遠征で日を追う毎に膝の状態が悪化し、帰国後には右膝が90度に曲がらず大きく腫れ上がり、容体が改善されないままこのリーグ戦を迎えた中での快挙であった。優勝に際し「引退がチラつくというか、常に頭の片隅には置いている感じですね」と自身の引き際について語りつつ「オレはいまの世代のトップとして真正面からドンと構えているし、いま新日本プロレスの先頭、このリングの真ん中には俺がいる」と覚悟を示した。

#### 2024年
1月4日、WRESTLE KINGDOM 18東京ドーム大会において、SANADAの保持するIWGP世界ヘビー級王座に挑戦。25分に及ぶ激闘を制し、同王座初戴冠を果たした。試合後にはEVIL＆ディック東郷の乱入もあったが、SANADAの助けもあり、ついに東京ドームでの大合唱を果たした。
2月24日、札幌大会にてSANADAとのリマッチを制し初防衛に成功。

#### 2025年
1月4日、WRESTLE KINGDOM 19東京ドーム大会にて、セミファイナルで師弟関係にある高橋ヒロムとスペシャルシングルマッチで対決。内藤がデスティーノでヒロムを沈め勝利した。
2月11日、大阪大会にて、高橋ヒロムとの師弟タッグでヤングバックスの持つIWGPタッグ王座に挑戦する。結果は内藤がニコラス・ジャクソンから勝利し王座奪取に成功（4月5日、同王座陥落）。
1月31日の契約満了日を越えても今年の契約を3度保留し事実上のフリーランスとなり今後は出場試合を絞っての限定出場になると見られている。
4月16日、新日本プロレスは内藤の退団を発表。5月4日に開催される福岡国際センター大会が新日本プロレス最後の出場となり、翌日以降、両者間の選手契約の継続や更新をしないことで合意したと明かした。内藤は、4月3日に行われた4回目の契約更改で正式に退団を申し出、新日本プロレスは慰留交渉を続けたものの、この日未明に了承され退団することが発表された。盟友のBUSHIも5月4日が新日本プロレスの最後の出場となる。

## 得意技
デスティーノ
背後から逆上がりのように回転し、その反動で相手を後頭部からマットに叩きつける技。デスティーノ(destino)はスペイン語で「運命」という意味。
コリエンド式デスティーノ
コリエンド(corriendo)はスペイン語で「走っている」「ランニング」という意味。

## タイトル歴
新日本プロレス
- IWGP世界ヘビー級王座 : 2回（第8・10代）

最多戴冠記録保持者。
- IWGPヘビー級王座 : 3回（第64・70・72代）

第70代・72代は第24代・26代IWGP IC王座との2冠。
- IWGPインターコンチネンタル王座 : 6回（第15・18・20・22・24・26代）

最多戴冠記録保持者。
- NEVER無差別級王座 : 1回（第2代）

NEVER無差別級王座提唱者。
- IWGPジュニアタッグ王座 : 1回（第22代）

パートナーは裕次郎（現：高橋裕二郎）。
- IWGPタッグ王座 : 3回（第55・90・107代）

パートナーは高橋裕二郎→SANADA→高橋ヒロム。
- G1 CLIMAX 優勝 : 3回（2013年、2017年、2023年）
- NEW JAPAN CUP 優勝 : 1回（2016年）
- WORLD TAG LEAGUE 優勝 : 1回（2024年）

パートナーは高橋ヒロム。
プロレス大賞
- 2016年度プロレス大賞 最優秀選手賞
- 2017年度プロレス大賞 最優秀選手賞
- 2018年度プロレス大賞 技能賞
- 2020年度プロレス大賞 最優秀選手賞
- 2020年度プロレス大賞 年間最高試合賞
（ベストバウト）: オカダ・カズチカ×内藤哲也（1月5日/新日本・東京ドーム : IWGPヘビー級・IWGPインターコンチネンタル ダブル選手権）
- 2023年度プロレス大賞 最優秀選手賞

テレビ朝日ビッグスポーツ賞
- 第52回テレビ朝日ビッグスポーツ賞ワールドプロレスリング賞

## 入場テーマ曲
| 曲名         | 作曲者            | 備考 |
| ------------ | ----------------- | --- |
| 明日なき暴走 | Bruce Springsteen | デビュー当時に使用。[CD：MHCP-930]                                                                            |
| Jumping High | 北村陽之介        | 2007年4月 - 2008年2月まで使用。NO LIMIT結成後は勝利テーマ曲として使用。[未CD化]                               |
| No Limit     | 2 Unlimited       | 2008年3月 - 2009年4月まで使用。下記「Du Hast」に入場曲を変更して以降、勝利テーマ曲として使用。[CD：PHCR-1910] |
| Du Hast      | Rammstein         | CMLL参戦時に使用。2009年5月 - 2011年7月まで使用。[CD：POCP-7299]                                              |
| STARDUST     | KAZSIN            | 2011年8月 - 2025年5月(新日本退団時)で使用。[CD：KICS-1854〜6]                                                 |

## 決め台詞
- トランキーロ、焦んなよ!
2015年のメキシコ遠征から帰国して以降、多用している台詞。あまりの人気が伸び悩んだため、ラ・ソンブラの人気に便乗しようと使用を始めた。
トランキーロ（Tranquilo）はスペイン語で「静かに、落ち着け」などの意味する言葉。すなわちその後に続く「焦んなよ」と同義。但しこれにオカダ・カズチカが異常なまでの拒絶反応を示し、「レッスル・キングダム2018」前哨戦において、内藤が発し始めた際花道から猛ダッシュでリングに戻り完了させずに遮るほど。
- ノスオトロス・ロス・インゴベルナブレス・デ!! ハ!! ポン!!
スペイン語で「俺たちはロス・インゴベルナブレス・デ・ハポンだ!!」の意味で、締めの言葉で使用される台詞。
L・I・Jメンバーの名前を挙げていき、最後に自分の名前を言って前置きしつつ、「デ!! ハ!! ポン!!」の部分で観衆と共に大合唱する。
会場によってはメンバー紹介から合唱が始まる場合がある。
- ブエナス・ノーチェース、○○〜!
ブエナス・ノーチェスはスペイン語で「こんばんは」の意。比較的浅い時間帯であるときには
○○には興行の開催地の名前が入る。
マイクの最初に放つ言葉。
スペイン語で「こんにちは」を意味するブエナス・タルデス、〇〇〜!となることもある。
- カブロン!（Cabrón）
スペイン語で「馬鹿野郎」、「クソ野郎」などの意味。相手を侮辱・挑発する意味合いでバックステージコメントやマイクアピールなどで使われる。
- 一歩踏み出す勇気
2018年4月29日、熊本地震の影響により約2年5ヶ月ぶりの開催となった熊本大会において、メインイベントでIWGPインターコンチネンタル王座を獲得した内藤は被災したファンに向けて「変わらないこと、あきらめないことはもちろん大事。でも、変わろうとする思い、変わろうとする覚悟、そして、一歩踏み出す勇気も俺は大事なことなんじゃないかなと思います」とマイクを通じて発言。同年10月2日 YouTube上に公開されたロス・インゴベルナブレス・デ・ハポン6人目のメンバーを示唆する動画でも使われるなど、マイクパフォーマンスやバックステージコメントなどで頻繁に使われるようになる。

### 決めポーズ
- Abre los ojosポーズ
読みは「アブレ・ロス・オホス」。親指と人差し指を使いながら目を見開く。スペイン語で「目を開け」の意[53]。
2009年のメキシコ遠征中、「アジア人は目が細い」という固定観念がある現地のファンから「オマエら、目開いてんのか!?」とやじが飛んできたことを逆手にとり、「俺の目は開いてるぞ」という意味合いで目を広げて対抗したのがポーズのキッカケ[53]。2010年に凱旋してからは最初の短期間のみ使用されていたが、会場で観戦する子供たちが真似していたことから、日本でも継続して使用するようになった[53]。2015年にロス・インゴベルナブレスに加入してから凱旋して以降は、インゴベルナブレスポーズ（右手で胸を2回叩いて拳を天に突き上げる）と合わせたものに進化を遂げている[53]。

## 人物

### プロレスファン
幼少期の頃から熱心な新日本プロレスファンであり、当時の新日本ファンクラブ「闘魂戦士」にも入会していた。高校時代は部活終わりにそのまま観戦に出かけたり、都内だけでなく地方に遠征までするようになった。選手になった今も「一選手である前に一ファンでありたい」という気持ちでファンクラブに入会しているという異色の選手である。

#### 武藤敬司について
内藤は筋金入りの武藤敬司ファンであったと公言している。オレンジタイツ時代からのファンであり、武藤ファンとしてプロレスごっこの際にできるだけ完璧に武藤の真似をしたいがために、ビデオに録画していた武藤の試合を終始スローで見て研究し動きをマスターしようとしていた。高校時代はプロレスラーになるにはどうしたらいいのか考え、憧れの武藤が学生時代に柔道を経験していたことから、それに倣おうとしたこともある（最終的に内藤は柔道部に入らず、サッカー部に入部している）。幼少期のプロレスごっこの影響のためか、プロレスラーとなった自身の試合の中で、何気ない動きのどこかに武藤の名残が感じられると言われており、解説者の金沢克彦は「オレンジタイツ時代の武藤そのもの」と肯定的な見解を述べている。だが、2012年1月4日東京ドーム大会にて武藤と対戦が決まった際の記者会見では、武藤に対して「過去の人間」と位置付けた上で「プロレスを好きになったキッカケ」「プロレスラーになりたいと思ったキッカケ」とあくまでファンであったことは過去の話であると言い切っている。
しかしながら、2023年2月21日「KEIJI MUTO GRAND FINAL PRO-WRESTLING "LAST" LOVE〜HOLD OUT〜」にて武藤の引退試合の相手を務めた後のインタビューにて、「オレは武藤敬司選手にあこがれを抱き、武藤敬司選手のようになりたくてプロレスラーを目指し、今ここまで歩んできました」と切り出し「最後の最後までレスラーとして上を目指そうとした武藤敬司選手の姿に心打たれるものがあったし、武藤敬司選手にあこがれてプロレスラーになってよかったなって思いました」と述べ、「こんな幸せなプロレスラー他にいないんじゃない」と語った。

#### 棚橋弘至について
地方に遠征してまで観戦するほどプロレス熱が高い内藤だが、格闘技の聖地と言われる後楽園ホールでの観戦は意外にも遅く、1999年10月10日。それまでビッグマッチしか行ったことがなく、若手の試合を見るのが初めてだった内藤は、そこで棚橋弘至のデビュー戦を目の当たりにする。それまで武藤ファンであった内藤は棚橋のデビュー戦を見て感銘を受け、棚橋がデビューした翌2000年は武藤がアメリカ長期遠征へ出てしまったこともあり、内藤はその年以後棚橋を楽しみに観戦するようになり始め大ファンとなった。2002年に内藤が右膝前十字靭帯断裂の怪我を負って気持ちが沈んでいた頃、2003年4月23日に広島サンプラザホールにて開催されたU-30初代王者決定リーグ戦の決勝戦、棚橋 vs 真壁伸也戦を生観戦し、その際に「プロレスに勇気をもらう」「元気をもらう」ということを初めて感じた日だと述べている。
内藤がプロレスラーとしてデビューして間もなくの頃、棚橋から「早く俺のとこまでこいよ」と言われたこともあり、内藤自身もかつてファンだった武藤が全日本に移籍して何を楽しみに新日本を見に行っていいか分からないときに、棚橋がいたからこそプロレス熱が冷めることなくずっと来れたから、棚橋をトップの座から引きずりおろす役目は自分が担いたいと語っている。2017年1月4日、レッスルキングダム11にて棚橋との一騎打ちを制し、試合でも棚橋を上回る声援が送られ、世代交代を印象付けた内藤は試合後、リング上で大の字に横たわる棚橋の胸に拳を突き立てた後に深々と一礼。さらにバックステージでのコメントではかつて見上げる存在だった棚橋に対して「早く俺のところまで戻ってこいよ」と、メッセージを送っている。

### 広島東洋カープとの関わり
プロレス界きってのプロ野球・広島東洋カープファンを自称している。かつて合宿所に住んでいた頃、部屋には広島のグッズが所狭しと飾られており、内藤がロス・インゴベルナブレス加入以前に着用していた赤と白を基調としたコスチュームも「カープカラー」をイメージしたものとされている。少年時代は読売ジャイアンツに所属していた原辰徳のファンだったが、1995年に原が現役引退したことより内藤曰く「ポッカリ穴が開いた」状態で野球への楽しみ方を模索していたところ、広島の足を使う野球に魅了され1996年から応援を始めた。
内藤は現在もファンクラブに入会している他、シリーズの合間を縫っては観戦に訪れており、広島市民球場の取り壊しに伴う公式戦最終試合開催日にもライトスタンドから観戦していた。レスラー引退後には広島移住も視野に入れており、「マツダスタジアムの年間シートを購入して、毎試合観戦してみたい」と将来に対する展望について語っている。
球団歌『それ行けカープ』の2017年、2018年、2019年バージョンの映像に、自身が注目している選手・田中広輔の2016年からの背番号「2」が入ったユニフォーム（2017年版・ビジター用、2018年版・ホーム用）を着用して歌唱参加している。また、2017年8月27日のマツダスタジアムでの中日戦において初の始球式を行った。結果はストライクゾーンから大きく外れてしまったものの、元野球少年らしい見事なフォームでの投球だった。因みにこの試合で広島は敗れたものの、勝利投手となったのは内藤のファンを公言している小笠原慎之介である。
2018年よりカープのチャンステーマに内藤の入場曲の一節が取り入れられている。

### メキシコとの関わり
内藤はロス・インゴベルナブレスを日本に持ち帰り、制御不能と化したのキッカケにブレイクした自身のプロレス人生において、メキシコという国は欠かせないものとなっている。2009年5月に初めてメキシコに遠征した内藤は、元々異国の地がさほど好きではない上にイメージ的にも最悪な印象しか持たなかったことから、当初は「行くのが嫌でしょうがなかった」と振り返っており、試合と練習以外のときはほとんど出歩くことをしなかったという。しばらくして内藤はアニマル浜口ジム時代から付き合いのあるBUSHIとメキシコで再会すると、BUSHIに連れられる形で外出するようになる。そこから徐々にメキシコに対する意識が変わり始め、メキシコでの生活を楽しめるようになったとのこと。
現地CMLLにおいても、内藤はアレナ・メヒコ大会のビッグマッチにおける髪切りマッチで、メキシコ人レスラーから勝利するという30年ぶりの快挙を成し遂げたことからポジションを確立している。街を出歩けば声を掛けられることも多くなり、一気に知名度を上げることに成功した内藤は、公私ともに充実した日々を送るようになった。
制御不能と化した後、スペイン語を織り交ぜた独特なコメントが目立つ内藤であるが、これは内藤が2015年にインゴベルナブレスに加入し、帰国したときのコメントでポロっとスペイン語を出したことがキッカケとなっている。直すのが面倒くさいと考えた内藤は以降スペイン語を混ぜてコメントするようになり、後に「日本に居るのに間違ってスペイン語が出てしまうぐらい充実してた」と内藤は述べている。

### 会場マニア
会場マニアという一面があり、体育館だけでなく野球場やサッカー場といった箱に興味がある内藤は、プロレスラーとなった現在自身のブログやツイッターなどで開場前の会場写真をアップする習慣が定着しつつある。特に「建物の外観」と「体育館の名称が書いてある看板」を撮影したいと思っているが、会場に集まるファンの中で外観を撮影することができないため、会場の中の写真や場内のさまざまな場所を散策することが趣味となっている。2020年頃からは、地方大会の前夜にレンタカーを借りて会場を訪れ、会場の外観を撮影して自身のTwitterに投稿することが多い。

### その他
- 中学時代は、当時サッカーの強豪校だった愛媛県立南宇和高等学校へのサッカー留学を考えていた。
- 2011年6月から2015年5月までベビーフェイスとして活動していた内藤は、地域によってブーイングを受けることがある。特に大阪大会で行われるビッグマッチでは、内藤が攻勢をかけたり、アピールを行うと強烈なブーイングが発生するようになり、この現象は2014年頃から顕著に見られるようになった。ロス・インゴベルナブレス加入以降、内藤へのブーイングは全国各地で発生するようになったが、2015年下期頃になると徐々に内藤を支持する声が増え始め、2016年に入ると内藤およびL・I・Jに対する支持者が急増していった[68]。
- 飯伏幸太、鷹木信悟、東京スポーツ岡本記者らと共に昭和57年会を結成している。メンバーには石森太二、岡林裕二、宮本裕向、KAZMA SAKAMOTOらがいる。
- 忘れ物が多いことで知られ、2008年10月にNO LIMITとして初めてジュニアタッグ王者になって僅か5日後の埼玉久喜大会（G1 TAG LEAGUE公式戦）ではチャンピオンベルトを忘れ、更にその2週間後の後楽園大会ではコスチューム一式を忘れ、ヤングライオンから借りた黒のショートタイツで試合を行った。試合後のバックステージでもパートナーの裕二郎にそのことを突っ込まれている。
- ゴルフがあまり好きではなく、父はブリヂストンを定年退職する際にゴルフセットをくれたが、2017年の時点では1回打ちっぱなしに行った程度である[3]。
- 父は会社員時代に営業トークとしてしばしばプロレスラーの内藤の話題を持ち出していた[3]。父も大のプロレスファンであり、退職後は地方も含めほぼ全ての新日本の興行を観戦するほど。
- 定期的にファミレスへ東京スポーツの記者を呼びつけて不満をぶちまけている（通称『ファミレス招集』）。そして不満をぶちまけた後、何らかの理由をつけて席を外し、そのままいなくなり記者に支払いさせるという記事が定例化されつつある[69]。SANADAなど内藤以外のL・I・Jのメンバーも同様の行動を行っていることがある。また、2019年には広島東洋カープの九里亜蓮と共に東スポの記者を広島まで呼びつけた[70]。
- トイ・ストーリーシリーズの大ファンであることをブログなどで公言している。
- 旅先での観光には興味が無く、高校時代の1999年7月、札幌中島体育センターにて行われた新日本の6人タッグマッチ蝶野正洋&AKIRA&大仁田厚vs武藤敬司&天山広吉&ヒロ斉藤を観戦した際の内藤の行動は、札幌名物のラーメンを食べてコンサドーレ札幌の上下ユニフォームと靴下を購入した程度[71]。
- プロレスラーらしからぬ少食かつ偏食家であり、本人も「一度気に入ったものをとことん食べる」[72]と語っている。「食べたことないものを口にするのに抵抗があるので知っているものを食べたい」という理由から海外興行の際にはどこへ行くにしてもサブウェイを探し、3食利用することも普通にあったという。
- 新日本プロレス退団後の2025年6月17日、行きつけのたこ焼き屋に「就職」した[73]。ソフトクリーム担当で17時から21時までのシフトだったが、内藤の就職を聞きつけた400人以上の大行列が発生したため、23時まで残業することとなった。ウナギ・サヤカも来店し、自主興行への出場をオファーしている（内藤は丁重に断った）。しかし、閉店後に店主から本業（=プロレスラー）の専念を勧められ、わずか1日で「解雇」された。この出来事は、「独占スクープ!　内藤哲也　就職たこ焼き屋　たった1日で解雇された」という見出しで、大谷翔平の663日ぶりの二刀流復活を終面に差し置いて東京スポーツ6月19日付の1面に掲載された。

## 出演

### ドキュメンタリー
- プロフェッショナル 仕事の流儀（2018年11月19日 NHK）

### バラエティ
- めちゃ×2イケてるッ!（2007年2月24日 フジテレビジョン）

### TVドラマ
- ファイヤーレオン 第3話、第4話、第6話、第20話（2013年、TOKYO MX TV）内藤哲也（本人）役
- 日曜劇場99.9-刑事専門弁護士- SEASON2 第6話ゲスト（2018年、TBS）内藤哲也（本人） 役

### ラジオ
- FM‐HiのゆうラジRadio Soulに月一で出演。ゆるラジ・ゆるテレで活動中。
- オールナイトニッポンX 週替わりで出演

### ゲーム
- 「龍が如く6 命の詩。」（2016年12月8日、セガ） - JUSTIS六狂人・内藤哲也 役[74]

### 映画
- パパはわるものチャンピオン（2018年9月、ショウゲート）- もんじゃ屋の客 役[75]

### CM
- 新日本プロレスオフィシャルスマホサイト（内藤哲也ファミレス編）

## 著書
- 『トランキーロ 内藤哲也自伝 EPISODIO 1』（2018年7月15日、イースト・プレス）ISBN 978-4-7816-1687-2
- 『トランキーロ 内藤哲也自伝 EPISODIO 2』（2019年6月16日、イースト・プレス）ISBN 978-4-7816-1795-4
- 『トランキーロ 内藤哲也自伝 EPISODIO 3』（2020年8月19日、イースト・プレス）ISBN 978-4-7816-1910-1
- 『手のひら返しdeあっせんなよ 内藤哲也のホンネ録』（2019年12月11日　ベースボール・マガジン社）ISBN 978-4-583-11259-6